# Carlo Bonafaccia
Carlo Bonafaccia (24 de março de 1612 - 18 de outubro de 1683) foi um prelado católico romano que serviu como bispo de Terni (1675–1683) e bispo de Ortona a Mare e Campli (1653–1675).

## Biografia
Carlo Bonafaccia nasceu em Roma, na Itália, a 24 de março de 1612. No dia 3 de fevereiro de 1653, foi nomeado durante o papado de Inocêncio X como Bispo de Ortona a Mare e Campli. A 9 de fevereiro de 1653, foi consagrado bispo por Marcello Santacroce, bispo de Tivoli, com Giovanni Lucas Moncalvi, bispo de Guardialfiera, e Riginaldo Lucarini, bispo de Città della Pieve, servindo como co-consagradores. No dia 27 de maio de 1675, foi nomeado bispo de Terni durante o papado de Clemente X. Serviu como Bispo de Terni até à sua morte a 18 de outubro de 1683.